# Picea fennica
Espèce
Classification phylogénétique
Statut de conservation UICN

 LC  : Préoccupation mineure
Picea fennica ( latin : Picea ×fennica) est une espèce de plante ligneuses du genre Picea, famille des Pinaceae, espèce hybride entre l'épicéa commun (Picea abies) et l'épicéa de Sibérie (Picea obovata), apparu après la fin de la dernière glaciation d'Eurasie, lorsque les aires de répartition de deux espèces se sont rencontrées entre les montagnes de l'Oural et la Scandinavie.
L'espèce est proche de l'épicéa de Sibérie, les cônes sont plus petits que ceux de l'épicéa commun, moins de 7 cm de long (rarement montant jusqu'à 10), les graines sont petites.

## Propagation
Trouvé dans le nord de l'Europe jusqu'à 67-70 ° de latitude nord,: en Norvège, Suède, Finlande , au nord-ouest, au nord, au centre et en partie à l'est de la Russie européenne (République de Carélie, République des Komis, Oblast de Mourmansk, Arkhangelsk, Vologda, Léningrad, Kostroma, Ivanovo, Nijni Novgorod, régions de Kirov, la République d'Oudmourtie, la République des Maris, la République du Tatarstan, l'extrême nord de la République de Tchouvachie (rive gauche de la Volga)  .
La proportion de l'hybride dans la composition de la forêt de conifères peut atteindre 75% ( district de Medvezhyegorsk en Carélie).

## Taxonomie
Picea fennica (Regel) Kom. Fl.S.S.S.R. 1: 145. 1934.

### Synonymie
- Abies excelsa var. medioxima (Nyl.) A.Murray bis (1867)
- Picea abies f. fennica (Regel) Lindm. (1918)
- Picea abies subsp. fennica (Regel) Parfenov (1971)
- Picea excelsa f. fennica (Regel) Neuman (1901)
- Picea excelsa subvar. medioxima (Nyl.) Schröt. (1898)
- Picea excelsa var. medioxima (Nyl.) Willk. (1887)
- Picea ×fennica nothosubsp. uralensis (Tepl.) P.A.Schmidt (1988)
- Picea obovata var. fennica (Regel) A.Henry (1913)
- Picea vulgaris var. fennica (Regel) Beck (1890)
- Picea vulgaris var. uralensis Tepl. (1869)
- Picea vulgaris var. uwarowii Kauffm. (1866)
- Pinus abies var. fennica Regel (1863)basionym
- Pinus abies var. medioxima Nyl. (1863)

## Remarques
1. ↑  (en) Aljos Farjon, A Handbook of the World's Conifers: Revised and Updated Edition, BRILL, 27 avril 2010 (ISBN 978-90-474-3062-9, lire en ligne)
2. 1 2  Комаров 1934.
3. ↑  Helsingin yliopisto. Kasviatlas. Suomen putkilokasvien levinneisyyskartasto. (Suomu)kuuset (Picea)
4. ↑  Бобров 1974.
5. ↑  Орлова, Егоров 2010.
6. ↑  Беляев 2010.

## Littérature
- Бобров Е. Г. Picea ×fennica (Regel) Kom. — Ель финская // Флора европейской части СССР / Отв. ред. Ан. А. Фёдоров. — Л.: Наука, Лен. отд, 1974. — Т. I. Ред. тома Н. Н. Цвелёв и С. К. Черепанов. — С. 105. — 404 с. — 4200 экз.
- Комаров В. Л. Picea fennica Rgl. — Ель финская // Флора СССР : в 30 т. / гл. ред. В. Л. Комаров. — Л. : Изд-во АН СССР, 1934. — Т. 1 / ред. тома М. М. Ильин. — С. 145. — 302, XVI с. — 5000 экз.
- Орлова Л. В., Егоров А. А. К систематике и географическому распространению ели финской (Picea fennica (Regel) Kom., Pinaceae) // Новости систематики высших растений. — М.: Товарищество научных изданий КМК, 2010. — Т. 42. — С. 5—23. —  (ISBN 978-5-87317-759-2). — ISSN 0568-5443.
- Беляев Д. Ю. и др. Широтная дифференциация ельников с учётом географического распространения Picea abies, P. obovata и P. fennica на Северо-Западе европейской части России // Современные проблемы и перспективы рационального лесопользования в условиях рынка: Сб. мат-лов Межд. науч.-практ. конф. молодых учёных. — СПб.: СПбГЛТА, 2010. — С. 64—69. —  (ISBN 978-5-9239-0295-2).

## Liens
- Picea × fennica: информация о таксоне в проекте «Плантариум» (определителе растений и иллюстрированном атласе видов). (Проверено 26 апреля 2013)